# Amber O'Neal
Kimberly Dawn Davis (Ahoskie, Carolina del Norte; 22 de junio de 1974), más conocida por su nombre en el ring de Amber O'Neil, es una luchadora profesional estadounidense

## Carrera profesional

### Primeros años (1999–2003)
Davis se aficionó a la lucha libre después de verla con un amigo que era fan de Stone Cold Steve Austin. Davis se hizo inicialmente fan de Sable. Después de investigar cómo involucrarse en este deporte, Davis se entrenó con Strawberry Fields, Leilani Kai y Gary Royal en la Mid-Atlantic Wrestling Academy de Charlotte (Carolina del Norte). Después de entrenar durante seis meses, debutó en julio de 1999 en la Professional Girl Wrestling Association (PGWA) con el nombre de Amber Holly, luchando con Leilani Kai en Maggie Valley (Carolina del Norte). También trabajó con Desiree Paterson y Riptide.
En 2002, Holly comenzó a luchar para la Carolina Wrestling Federation (CWF), donde amplió su formación con Gemini Kid y Mikael Yamaha en el CWF Dojo Camp. Mientras formaba parte de la empresa, derrotó a Kai por el Campeonato Femenino de la CWF. En mayo de 2003, Holly sufrió una lesión de rodilla durante un combate con Brandi Alexander, ante la que posteriormente perdió el título de la CWF. Se rompió el ligamento cruzado anterior y el tendón rotuliano, además de sufrir daños en el cartílago. Se vio obligada a someterse a una cirugía reconstructiva y estuvo inactiva durante aproximadamente un año.

### Team Blondage (2004–2005, 2009)
Holly regresó al cuadrilátero el 16 de mayo de 2004, adoptando el nombre de Amber O'Neal y el personaje de una corredora de motocross. Cambió su nombre por respeto a Nora Greenwald, que usaba el nombre de Molly Holly.
A finales de 2004, O'Neal formó equipo con Krissy Vaine, conociéndose como Team Blondage. El equipo luchó principalmente en el circuito independiente de Carolina del Norte, apareciendo en promociones como Shimmer Women Athletes y Women's Extreme Wrestling. El equipo derrotó a Clehopatra y Navaho para ganar el WEW Tag Team Championship vacante de la WEW el 8 de mayo de 2005 en el pay-per-view de la WEW No Ho's Barred. Durante su reinado, Vaine firmó un contrato con la WWE. Posteriormente, Vaine fue sustituida dentro del Team Blondage por la exalumna de Total Nonstop Action Wrestling Lollipop. En el pay-per-view de la WEW del 6 de abril de 2006, O'Neal y Lollipop perdieron el WEW Women's Tag Team Championship ante T y A (Talia y April Hunter).
Después de un largo paréntesis antes de dejar la WWE y el negocio de la lucha libre durante más de un año, se anunció que Krissy Vaine decidió volver a la industria de la lucha libre y reunirse con su compañera del Team Blondage, Amber O'Neal.

### Shimmer Women Athletes (2005–2009)
O'Neal formó parte del primer show de Shimmer Women Athletes, donde formó equipo con Krissy Vaine para derrotar al equipo de Nikki Roxx y Cindy Rogers. Más tarde, perdió un combate individual contra Christie Ricci.
Después de que Vaine firmara un contrato con la WWE, O'Neal pasó a la competición individual, perdiendo ante Cindy Rogers en un combate eliminatorio en el que también se incluía a Tiana Ringer, y contra Nikki Roxx. Consiguió su primera victoria individual contra la debutante Serena Deeb en el Volume 5, pero más tarde en la noche perdió contra Serena en una revancha.
El 22 de octubre de 2006, como parte del Volume 7, fue derrotada por Allison Danger. Más tarde, sin embargo, consiguió una victoria por pinfall sobre Josie. En las grabaciones de los volúmenes 9 y 10, perdió contra Daizee Haze y MsChif por pinfall.
No compitió en el torneo del Campeonato Shimmer, y perdió contra la princesa portuguesa Ariel en el Volume 14. Luego perdió contra "The Jezebel" Eden Black y Lorelei Lee en el Volume 15 y 16, pero pudo conseguir una tercera victoria por pinfall contra Lorelei Lee en el Volume 17. Sin embargo, más tarde perdió contra Shark Girl. Se perdió los volúmenes 19 y 20, y volvió a Shimmer para los volúmenes 21 y 22, donde perdió ante Wesna Busic y Mercedes Martínez. El 2 de mayo de 2009, en las grabaciones del Volume 23, derrotó a la debutante Tenille con un backslide, pero perdió ante Jennifer Blake como parte del Volume 24, y ante LuFisto.

### Total Nonstop Action Wrestling (2006, 2009)
En abril y mayo de 2006, O'Neal luchó en varios house shows de TNA producidos conjuntamente con la United Wrestling Federation. O'Neal también hizo una aparición televisada en 2006 contra Gail Kim. O'Neal apareció en la edición del 5 de junio de 2008 de TNA Impact!. Se plantó entre el público junto a sus compañeras Daffney y Becky Bayless, y las tres se ofrecieron para luchar contra Awesome Kong en el "Desafío de los 25.000 dólares". Daffney fue seleccionada y posteriormente perdió ante Kong. O'Neal regresó en las grabaciones de Impact! del 21 de diciembre de 2009, donde fue derrotada por Lizzy Valentine en un dark match de prueba.

### National Wrestling Alliance (2008–2010, 2015–2016)
O'Neal debutó en la promoción Mid-Atlantic Championship Wrestling de la National Wrestling Alliance (NWA) en el episodio del 9 de agosto de 2008 de las grabaciones televisivas de MACW, donde compitió contra Kristin Flake con una victoria. En la edición del 10 de septiembre de MACW Television Tapings, O'Neal derrotó a la TNA Knockout Daffney en una competición individual. En la edición del 10 de enero de MACW Television Tapings, O'Neal obtuvo otra victoria sobre Daffney. En la edición del 21 de febrero de MACW Television Tapings, O'Neal se unió a Krissy Vaine en un esfuerzo por derrotar a The Scream Queens (Daffney y MsChif) en un combate de parejas. En la edición del 14 de marzo de MACW Television Tapings, O'Neal continuó su racha de victorias cuando compitió contra la debutante Persephone en un esfuerzo por ganar.
En la edición del 15 de mayo de MACW Television, O'Neal derrotó a la debutante Jayme Jameson en un combate individual. En la edición del 11 de julio del pay-per-view MACW Summer Bash, la racha de imbatibilidad de O'Neal terminó cuando compitió contra Christie Ricci en un esfuerzo perdedor. Este sería el último combate de O'Neal en Mid-Atlantic Championship Wrestling debido a que NWA Mid-Atlantic Championship Wrestling se retiró a principios de 2010.
En marzo de 2009, O'Neal debutó en la promoción NWA Charlotte de la National Wrestling Alliance (NWA) en un combate contra Daffney. Amber O'Neal se intercambió con Krissy Vaine, que consiguió el pinfall sobre Daffney para su compañero de tag team. En la edición del 15 de mayo de NWA Charlotte TV Tapings, O'Neal derrotó a la debutante Jayme Jameson tras la interferencia de Krissy Vaine. En la edición del 23 de mayo de 2009 de NWA Charlotte Total Compliance, O'Neal derrotó a Jayme Jameson después de que Krissy Vaine cambiara con ella para convertirse en la primera Campeona Femenina de NWA Charlotte. Ella resultaría ser la única poseedora del título debido a que NWA Charlotte se plegó a finales de 2009.
El 18 de diciembre de 2015, Gallows consiguió el Campeonato Mundial Femenino de la NWA de manos de Santana Garrett y perdió el título contra Jazz el 17 de septiembre de 2016.

### Women Superstars Uncensored (2009–2010)
O'Neal debutó en Women Superstars Uncensored (WSU) el 22 de agosto de 2009, en un esfuerzo victorioso contra Annie Social. Más tarde. esa misma noche, obtuvo una segunda victoria sobre Cindy Rogers. O'Neal continuó su racha de victorias al derrotar a Sassy Stephanie en un Special Challenge Match el 3 de noviembre y más tarde en la noche derrotó a la miembro del Salón de la Fama de la WSU Malia Hosaka.
El 12 de diciembre, O'Neal derrotó a Sumie Sakai para continuar su racha de victorias. Más tarde, se anunció que O'Neal pondría su racha de victorias en juego contra Jazz en el espectáculo del tercer aniversario. O'Neal logró derrotar a Jazz y posteriormente fue nombrada por Dawn Marie como la aspirante número uno al Campeonato Mundial de la WSU. En el episodio del 2 de abril de 2010 de la WSW 4th Annual J-Cup, O'Neal desafió sin éxito a la campeona Mercedes Martínez, poniendo así fin a su racha de victorias.
En el pay-per-view de WSU/NWS King & Queen Of The Ring Tournament 2010, O'Neal compitió en el torneo King and Queen haciendo equipo con Bison Bravado. No obstante, acabó siendo eliminada en la primera ronda por Jazz y Balls Mahoney. En otro evento, el WSU Uncensored Rumble III, O'Neal compitió en el Uncensored Rumble para determinar el aspirante número uno al Campeonato de la WSU, pero no consiguió ganar el combate después de que lo ganara Jazz. Más tarde en ese evento, O'Neal se unió a Nikki Roxx en un esfuerzo perdedor ante Angel Orsini y Jazz.

### Otras promociones (2010–presente)
El 23 de octubre de 2010, O'Neal hizo una aparición para Pro Wrestling Superstars, donde hizo su debut perdiendo ante Mickie James en un combate individual. O'Neal hizo su debut para SCWA Wrestling, derrotando a Persephone con un backslide puente. En el evento PWX An Evil Twist of Fate el 5 de octubre, O'Neal derrotó a Reby Sky después de arrojar polvo en su cara y realizar un sitout facebuster.
O'Neal también participó en las grabaciones de la primera temporada de Wrestlicious, que tuvo lugar a principios de 2009, pero no comenzó a emitirse hasta marzo de 2010. En la promoción, utiliza el nombre de Charlotte, la Bella del Sur. Hizo su debut en el ring el 1 de marzo en el evento principal del primer episodio de Takedown, haciendo equipo con Tyler Texas y Cousin Cassie en un esfuerzo perdedor ante el equipo de Felony, María Toro y Bandita después de ser golpeado por un fisherman's buster. En el quinto episodio, que se emitió el 31 de marzo, consiguió su primera victoria tras formar equipo con Paige Webb contra las Naughty Girls (Faith y Hope). En la edición del 7 de abril de Takedown, Charlotte participó en una batalla real de Throwdown  para determinar las dos mejores aspirantes a la corona de Wrestlicious. Compitió sin éxito tras ser eliminada por Brooke Lynn.
O'Neal debutó para Shine Wrestling como babyface el 24 de mayo de 2013; compitiendo contra Ivelisse en un esfuerzo perdedor en Shine 10. En Shine 12, el 23 de agosto, Amber hizo equipo con Santana Garrett para derrotar a Malia Hosaka y Brandi Wine, después de que un combate individual entre Santana y Wine terminara en un no contest debido a la participación de Hosaka. El 28 de septiembre, en Shine 13, Amber y Santana, ahora conocidas como The American Sweethearts, se enfrentaron a The S-N-S Express (Jessie Belle Smothers y Sassy Stephie), pero perdieron cuando Stephie aplastó a O'Neal después de un Kiss My Sass. En Shine 15, el 13 de diciembre, las Sweethearts volvieron a ser derrotadas y, según la estipulación, Amber y Santana se vieron obligadas a disolverse. En acción individual, Amber perdió ante La Rosa Negra y Tracy Taylor en Shine 16 y 18, respectivamente. En Shine 20, el 27 de junio de 2014, Amber fue derrotada por Crazy Mary Dobson, que sustituyó a Leah Von Dutch. Durante el combate, Amber se convirtió en una villana y atacó a Dobson con una silla de acero. Tras el final del espectáculo, la malvada Amber hizo el gesto del Bullet Club a Dobson, similar al del stable de lucha libre que tenía como miembro a su marido en la vida real, Doc Gallows.
El 5 de diciembre, Davis adoptó el nuevo nombre en el ring de Amber Gallows, la "Bullet Babe". El 4 de enero de 2015, O'Neal debutó en la New Japan Pro-Wrestling (NJPW) en el Wrestle Kingdom 9 en el Tokyo Dome, donde acompañó a su marido y a Karl Anderson en un combate, en el que perdieron el IWGP Tag Team Championship ante Hirooki Goto y Katsuyori Shibata. El 6 de abril se anunció que O'Neal, ya presentada como Amber Gallows, regresaría a NJPW el mes siguiente en el Wrestling Dontaku 2015 para participar en el primer combate de la promoción en el que participarían luchadoras desde octubre de 2002. En el combate, Gallows, su marido y Karl Anderson fueron derrotados por Maria Kanellis, Matt Taven y Michael Bennett.

### Women Of Wrestling (2012–presente)
O'Neal firmó con la promoción Women of Wrestling (WOW) de David McLane en diciembre de 2012. Debutó en el WOW! Pandemonium Tour 2013 perdiendo ante Jungle Grrrl en la competición individual. Más tarde, se unió con su compañera recién llegada a WOW Santana Garrett para formar el tag team The All-American Girls. La pareja retó y derrotó con éxito a Caged Heat por el Campeonato Tag Team de WOW, poniendo fin al extraordinario reinado de 10 años de Heat. Sin embargo, en la tercera temporada de WOW, la abogada de Heat, Sophia López, logró convencer a la WWA de que debían anular el campeonato de The All American Girls. 
Cuando la dupla se enfrentó nuevamente a Caged Heat en la primera ronda del vacante Campeonato Tag Team de WOW, O'Neal se volvió contra Garrett, lo que provocó su enfrentamiento. Con Lana Star como mánager de O'Neal, pudo reservar su actuación en un combate por el Campeonato Mundial de WOW, ya que O'Neal cambió su nombre por el de The Beverly Hills Babe. En el final de la temporada, The Beverly Hills Babe desafió sin éxito a Jungle Grrrl por su campeonato, ya que su antigua aliada Garrett la aplastó en un combate de triple amenaza para ganar el campeonato.
Con el regreso de WOW a la televisión en AXS TV a partir de principios de 2019, The Beverly Hills Babe continuó luchando bajo la dirección de Lana Star a través de la primera temporada en la red. En el episodio del 10 de septiembre de 2019 del programa, con el Torneo del Campeonato Tag Team de WOW en curso, Star le dijo a The Beverly Hills Babe que el ganador entre ella y Faith the Lioness sería el compañero de Star en el torneo. The Beverly Hills Babe perdió ante Faith, y Star cortó los lazos con ella. The Beverly Hills Babe volvió a cambiar su nombre por el de Amber O'Neal, ya que formó equipo con Jessie Jones en el torneo.

## Campeonatos y logros
- Carolina Championship Wrestling
  - CCW Women's Championship (1 vez)
- Carolina Wrestling Federation
  - CWF Women's Championship (1 vez)
- Global Championship Wrestling
  - GCW Women's Championship (1 vez)
- National Wrestling Alliance
  - NWA World Women's Championship (1 vez)
- North American Championship Wrestling
  - NACW Women's Championship (1 vez)
- NWA Charlotte
  - NWA Charlotte Women's Championship (1 vez)
- NWA Carolinas Pro Wrestling
  - NWA Carolinas Women's Championship (1 vez)[31]
- Pro Wrestling Illustrated
  - Posicionada en el nº 27 del top 50 de luchadoras femeninas en el PWI Female 50 en 2009[32]
- Professional Girl Wrestling Association
  - Rookie del Año (2000)
- Women's Extreme Wrestling
  - WEW Tag Team Championship (2 veces) – con Krissy Vaine (1) y Lollipop (1)
- Women of Wrestling
  - WOW Tag Team Championship (1 vez) – con Santana Garrett